# Albert Banfield
Albert John Banfield (5 tháng 5 năm 1912 – qúy 3 năm 1970) là một cầu thủ bóng đá người Anh thi đấu ở vị trí tiền đạo tầm xa ở Football League cho Bristol City và York City và đầu quân cho Clapton Orient mà không có một lần ra sân ở giải vô địch.